# Yangtan (sockenhuvudort i Kina, Shanxi Sheng, lat 35,78, long 111,54)
Yangtan är en sockenhuvudort i Kina. Den ligger i provinsen Shanxi, i den norra delen av landet, omkring 250 kilometer söder om provinshuvudstaden Taiyuan. Antalet invånare är 21 069. Befolkningen består av 10 497 kvinnor och 10 572 män. Barn under 15 år utgör 17,0 %, vuxna 15-64 år 75 %, och äldre över 65 år 7,0 %.
Runt Yangtan är det tätbefolkat, med 493 invånare per kvadratkilometer. Närmaste större samhälle är Shicun, 10,5 km söder om Yangtan. Trakten runt Yangtan består till största delen av jordbruksmark.
Genomsnittlig årsnederbörd är 664 millimeter. Den regnigaste månaden är juli, med i genomsnitt 190 mm nederbörd, och den torraste är december, med 3 mm nederbörd.